# 1748
1748 (MDCCXLVIII) a fost un an bisect al calendarului gregorian, care a început într-o zi de duminică.

## Nașteri
- 30 august: Jacques Louis David, pictor francez (d. 1825)
- 7 octombrie: Carol al XIII-lea al Suediei, regele Suediei din 1809 și rege al Norvegiei (1814-1818), (d. 1818)
- 11 noiembrie: Carol al IV-lea al Spaniei (d. 1819)

## Decese
- 19 ianuarie: Ernest Augustus I, Duce de Saxa-Weimar-Eisenach, 59 ani (n. 1688)